# دیلانی ۸۶۸۸
سیارک ۸۶۸۸ (به انگلیسی: 8688 Delaunay، نامگذاری:1992PV1) هشت هزار و ششصد و هشتاد و هشتمین سیارک کشف شده‌است که در ۸ اوت ۱۹۹۲ کشف شد.
قدر مطلق سیارک برابر ۱۶.۲ است.